# Serpotortella chenagonii
Serpotortella chenagonii är en bladmossart som beskrevs av William Dean Reese och Robert Zander 1987 [1988. Serpotortella chenagonii ingår i släktet Serpotortella och familjen Serpotortellaceae. Inga underarter finns listade i Catalogue of Life.